# Piłka nożna w Finlandii

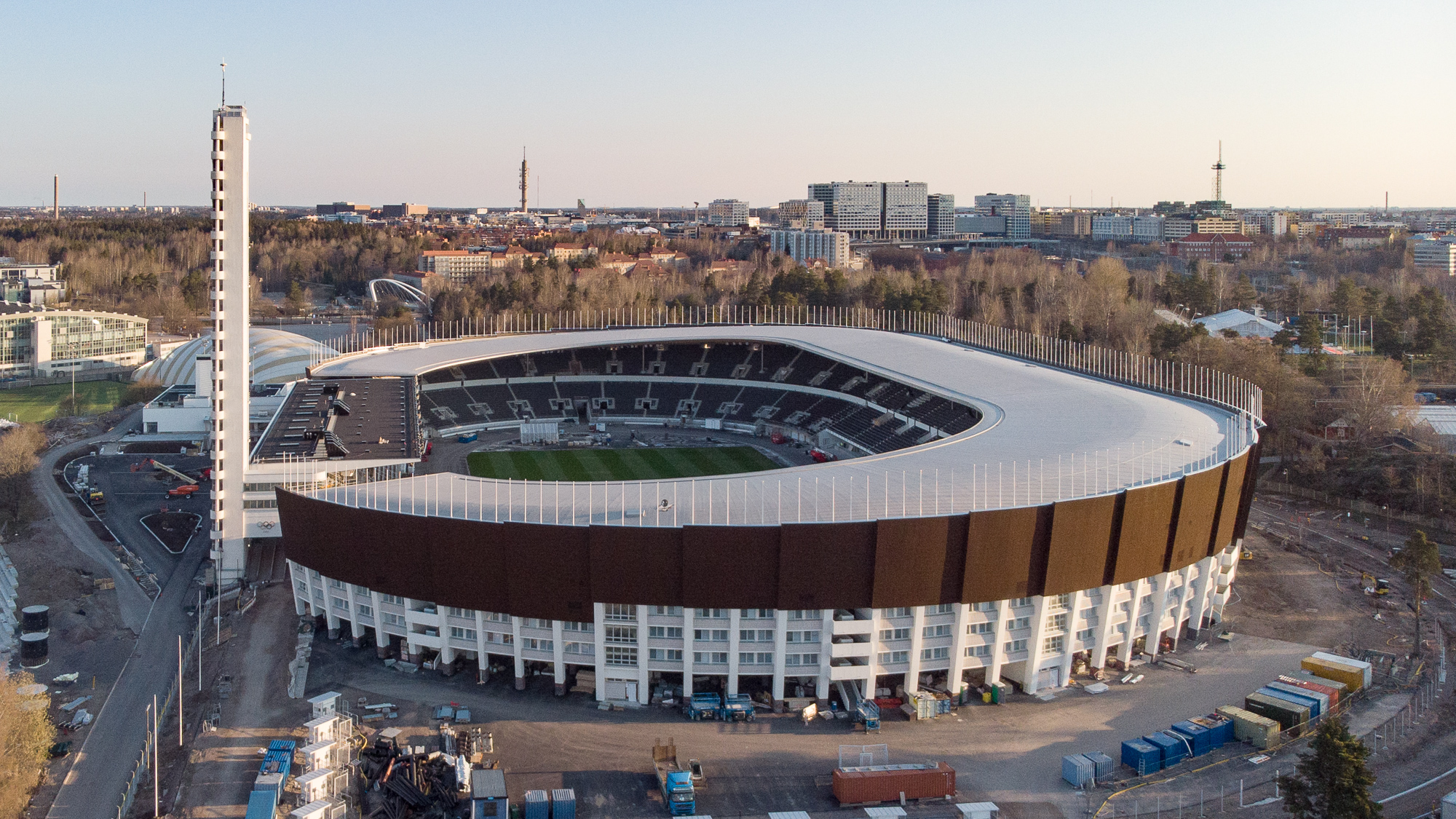
Stadion Olimpijski w Helsinkach, arena domowa reprezentacji narodowej

Piłka nożna (fiń. Jalkapallo ˈjɑlkɑˌpɑlːo) jest najpopularniejszym sportem w Finlandii. Jej głównym organizatorem na terenie Finlandii pozostaje Suomen Palloliitto (SPL).
Według stanu na 17 listopada 2021 roku Jari Litmanen, Sami Hyypiä i Jonatan Johansson mają odpowiednio 137, 106 i 106 występów reprezentacyjnych, a Teemu Pukki strzelił 33 bramki w barwach reprezentacji Finlandii.
W fińskiej Veikkausliiga grają takie utytułowane kluby, jak HJK, FC Haka, HPS i TPS.

## Historia

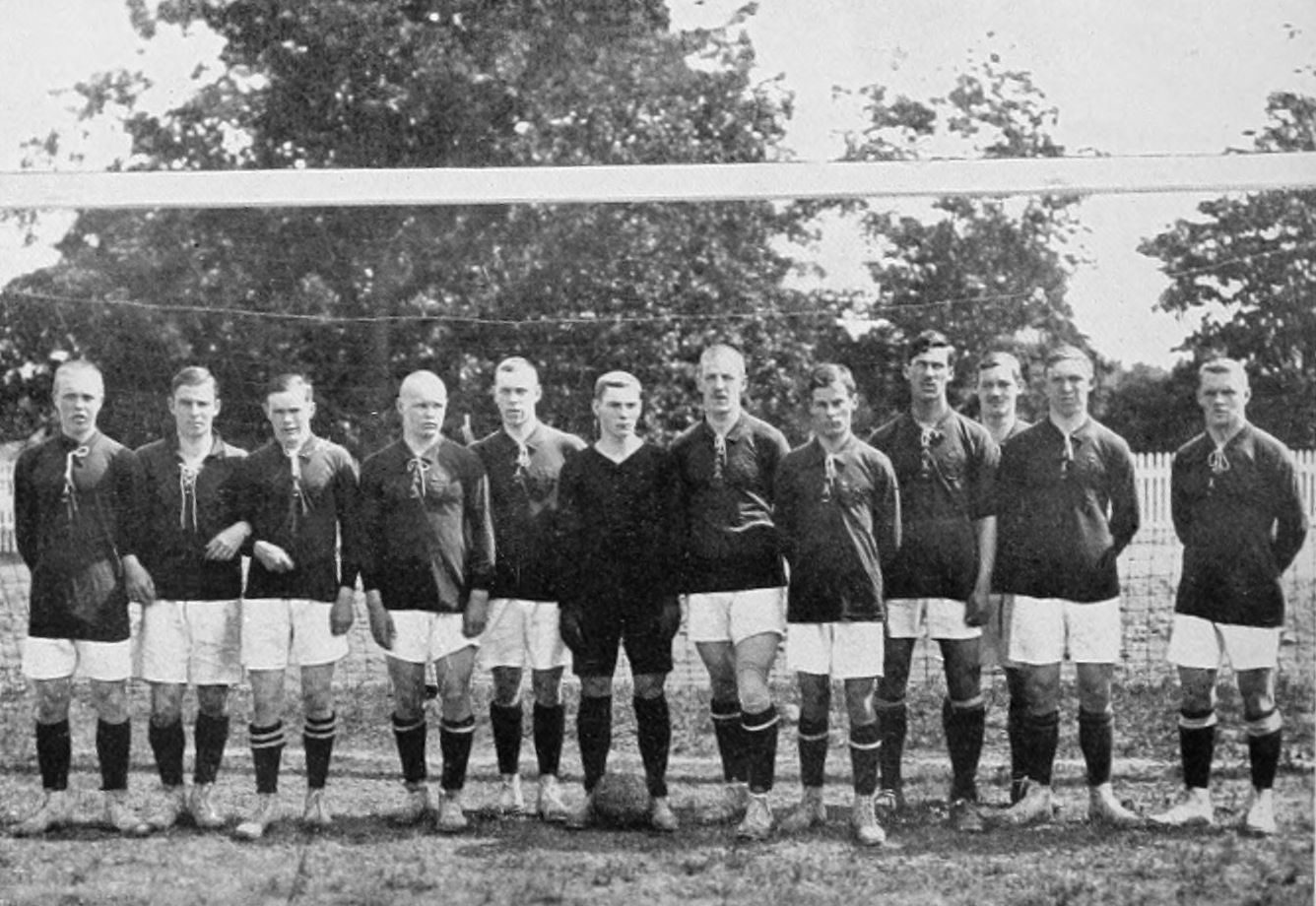
Narodowa drużyna piłki nożnej na Olimpiadzie w 1912 roku.

Piłka nożna zaczęła zyskiwać popularność w Finlandii pod koniec XIX wieku. W 1880 w Oulu powstał pierwszy fiński klub piłkarski Oulun Luistinseura (OLS), potem następne. Po założeniu fińskiej federacji piłkarskiej – SPL w 1907 roku, rozpoczął się proces zorganizowania pierwszych oficjalnych Mistrzostw Finlandii w sezonie 1908. Do 1929 roku piłkarskim mistrzem Finlandii zostawał zwycięzca corocznego turnieju pucharowego. Rozgrywki trwały od wiosny do jesieni, podobnie jak w przypadku innych państw znajdujących się w strefie klimatu umiarkowanego chłodnego (Islandia, Norwegia, Rosja, Szwecja).
W sezonie 1930 po raz pierwszy wystartowały rozgrywki w Mestaruussarja (bez podziału na grup). Począwszy od roku 1930 wprowadzono rozgrywki ligowe pod nazwą Mestaruussarja. Porządek rozgrywek został zaburzony w okresie II wojny światowej, kiedy dwukrotnie w latach 1940 oraz 1942 ze względów bezpieczeństwa zrezygnowano z organizowania długoterminowego sezonu, a format ligowy zastępowano pucharowym, a w roku 1943 rozgrywki w ogóle się nie rozpoczęły. Pod koniec wojny, silną pozycję w fińskiej piłce nożnej uzyskała amatorska Federacja Sportowa Pracowników (Suomen Työväen Urheiluliitto – TUL). W latach 1945–1947 rozgrywano dwie osobne ligi, jedną dla klubów zrzeszonych w Fińskim Związku Piłki Nożnej (Suomen Palloliitto – SPL), drugą dla drużyn zrzeszonych w TUL. Każde z rozgrywek wyłaniały swojego osobnego zwycięzcę, jednak mistrzem Finlandii zostawała dopiero drużyna, która wygrywała organizowany na koniec sezonu turniej pucharowy dla najlepszych zespołów wewnętrznych lig SPL oraz TUL. Po sezonie 1947 najlepsze kluby zrzeszone w TUL dołączyły do organizowanej przez SPL Mestaruussarji, co zakończyło okres podziału rozgrywek ligowych na dwie osobno kontrolowane dywizje.
Począwszy od 1990 roku Mestarrussarję zastąpiono nowymi rozgrywkami ligowymi – zawodowej SM-liiga – będącymi już poza zasięgiem związku piłkarskiego. Dwa lata później uzyskały one funkcjonującą do dziś nazwę Veikkausliiga..

## Format rozgrywek ligowych
W obowiązującym systemie ligowym trzy najwyższe klasy rozgrywkowe są ogólnokrajowe (Veikkausliiga, Ykkönen i Kakkonen). Dopiero na czwartym poziomie pojawiają się grupy regionalne.

## Puchary
Rozgrywki pucharowe rozgrywane w Finlandii to:
- Puchar Finlandii (Liigacup),
- Puchar Ligi Fińskiej (Liigacup).